# Violette Morris
Violette Gouraud-Morris (ur. 18 kwietnia 1893 w Paryżu, zm. 26 kwietnia 1944) – francuska lekkoatletka, kierowca rajdowy, agentka Gestapo.

## Życiorys
Violette Morris urodziła się w Paryżu w 1893 roku jako córka barona Pierre'a Jacques’a Morrisa. Młode lata spędziła w klasztorze.
Morris nauczyła się jeździć w czasie I wojny światowej, gdy kierowała karetką obsługującą pole bitwy pod Verdun. Uprawiała liczne dyscypliny sportowe, m.in. lekkoatletykę (rzut dyskiem, rzut oszczepem i pchnięcie kulą), piłkę nożną, piłkę wodną, łucznictwo, zapasy, tenis i boks. Była wielokrotną medalistką mistrzostw kraju w pchnięciu kulą, rzucie dyskiem oraz rzucie oszczepem. 14 lipca 1924 ustanowiła wynikiem 10,15 metra rekord Francji w pchnięciu kulą, który przetrwał do 1929. Rezultat ten był też pierwszym oficjalnie ratyfikowanym rekordem świata kobiet w pchnięciu kulą. Reprezentowała Francję w lekkoatletycznych meczach międzypaństwowych (w pchnięciu kulą, rzucie dyskiem i rzucie oszczepem). Brała udział w wyścigach, w różnych dyscyplinach. Startowała w wyścigach konnych, rowerowych, motocyklowych, samochodowych i lotniczych. Była uczestniczką wyścigów 24-godzinnych. Dla potrzeb wyścigów zdecydowała się w latach 30. na usunięcie piersi, by zmieścić się w ciasnych wnętrzach samochodów wyścigowych.
Po raz pierwszy w wyścigu brała udział w 1922 roku w Benjamin i zajęła wówczas 4. miejsce w swojej klasie oraz ustanowiła rekord okrążenia. W 1927 roku wygrała wyścig 24-godzinny. Starała się o udział w igrzyskach olimpijskich w 1928 roku, ale odmówiono jej prawa udziału z powodu noszenia zbyt męskich strojów i otwartego przyznawania się do homoseksualizmu. Morris odwołała się od decyzji i pozwała Francuską Federację Sportową Kobiet, ale pozew został oddalony.
Po załamaniu kariery sportowej otworzyła sklep z akcesoriami samochodowymi. Jako prowadząca sklep miała problemy z właścicielem nieruchomości, który był pochodzenia żydowskiego. Prawdopodobnie wtedy wyrobiła sobie poglądy antysemickie. Grała także amatorsko w piłkę nożną. Z powodu kryzysu w 1929 roku została zmuszona do zamknięcia swojego sklepu, od tego czasu utrzymywała się z uczenia jazdy samochodem i gry w tenisa.
W 1936 roku wzięła udział, na zaproszenie gospodarzy, jako VIP w igrzyskach olimpijskich w Berlinie. Prawdopodobnie wówczas zafascynowała się nazizmem i być może wtedy zaczęła pracować jako agent Gestapo. Niemcom przekazywała m.in. szczegóły dotyczące obrony Paryża. W czasie II wojny światowej przemycała szynkę, alkohol i ludzi, pracowała także jako agent Gestapo, biorąc czynny udział w obławach na oficerów wywiadu i ukrywających się Żydów. Wielokrotnie brała udział w przesłuchaniach.
Za swoją działalność na rzecz okupanta została przez Bureau Central de Renseignements et d'Action skazana na karę śmierci i zginęła w zamachu 26 kwietnia 1944 roku. Została zastrzelona za kierownicą samochodu.

## Życie prywatne
Była zdeklarowaną lesbijką.